# Museo del Tricolore
Il Museo del Tricolore è una delle sedi dei Musei Civici di Reggio Emilia, situato all'interno del municipio della città, adiacente alla Sala del Tricolore, la cui collezione è formata da cimeli legati alla bandiera italiana e al Risorgimento italiano.

## Sede
Il museo è allestito all’interno del Palazzo del Comune, la cui costruzione inizia nel 1416, con successivi interventi architettonici tra cui, negli anni 1774 – 75, la progettazione, affidata all’architetto Ludovico Bolognini, di una grande sala in origine destinata ad archivio e poi destinata alle riunioni del Consiglio Generale, tuttora utilizzata per le funzioni istituzionali del Comune. Nel novembre 1796 si decise di costruite le tribune nella sala, che fu definita Sala Patriottica, per utilizzarla per le riunioni del Congresso Centumvirale. In questa sala il 7 gennaio 1797 nasce il Tricolore, che venne infatti scelto come vessillo nazionale della Repubblica Cispadana: per la prima volta il tricolore diventò bandiera nazionale di uno Stato italiano sovrano. Fu ispirato dai colori della bandiera francese, che all'epoca era un simbolo di libertà contro gli stati dell'ancien régime.
Il museo conserva documenti e cimeli che vanno dall'arrivo di Napoleone Bonaparte a Reggio fino alla Restaurazione, tra cui le chiavi della città donate a Napoleone stesso e il proclama del Senato del 26 agosto 1796 che istituì la Repubblica Reggiana, e altri del successivo periodo risorgimentale, fino al 1897, anno del primo centenario della bandiera italiana. Sono anche presenti bandiere tricolori degli Stati preunitari italiani.

## Storia
La collezione viene iniziata da Gaetano Chierici e poi fortemente arricchita da Naborre Campanini, mentre l'idea del Museo si deve allo storico Ugo Bellocchi, che nel 1966 ricostruisce su basi documentarie il modello del primo Tricolore.
Un primo allestimento, realizzato nei locali adiacenti alla sala del Tricolore, risale agli anni tra il 1985 e il 1987: le celebrazioni del Bicentenario del Tricolore del 1997 danno impulso ad una revisione del percorso museale, inaugurato il 7 gennaio 2004 dal Presidente della Repubblica Carlo Azeglio Ciampi. Il percorso, curato da Maurizio Festanti, consta all’inizio di una sola sezione dedicata al periodo 1796 – 1814, gli anni cruciali delle vicende politiche che hanno determinato la nascita a Reggio Emilia della bandiera italiana. Una seconda sezione, inaugurata nel 2006, continua il racconto della storia della bandiera, dai moti del 1820 – 21 alla definitiva conquista dell’indipendenza e dell’unità che nel vessillo tricolore riconoscono il simbolo della nuova nazione. Nel 2017 stata inaugurata una sezione dedicata alla contemporaneità che ha accolto, accanto a nuovi spazi laboratoriali, l’importante nucleo di opere del progetto Novanta artisti per una bandiera, voluto da Deanna Veroni per il sostegno dell’Ospedale della Mamma e del Bambino e donato dalla famiglia Storchi alla città.

## Sale espositive

### Ispirazione Tricolore
Nel 2012 novanta artisti aderiscono alla proposta di realizzare una loro opera, partendo da una delle bandiere esposte nel corso dell’anno precedente per le strade di Reggio Emilia, Città del Tricolore: un’iniziativa che intendeva essere una delle leve per sostenere il progetto dell’Ospedale della Donna e del Bambino, concepito da CuraRE Onlus e definito con il concorso attivo delle Aziende Sanitarie locali. Gli artisti,italiani e stranieri, aderirono prontamente, sia per il valore della causa sia per misurarsi, nella loro creazione, con una delle bandiere attraverso le quali si ripercorre la storia d’Italia.

### Bandiera Tricolore: sala napoleonica
Nella sezione “Bandiera Tricolore” è documentata la nascita della bandiera e la storia delle vicende politiche di Reggio Emilia dal 1796 all’inizio della Restaurazione.
Dopo la proclamazione della repubblica reggiana il 26 agosto 1796 fu proprio nella Sala del Tricolore che il Congresso della Repubblica Cispadana approvò la mozione di Giuseppe Compagnoni di rendere “universale lo Stendardo o Bandiera Cispadana di tre colori verde, bianco e rosso”: nacque così il Tricolore, bandiera di uno stato sovrano, destinata a diventare presto il simbolo dell’indipendenza e dell’unità nazionale.
Nel vessillo cispadano i colori erano disposti in orizzontale: rosso in alto, bianco al centro, verde in basso. Al centro era raffigurato il turcasso o faretra con quattro frecce, a simboleggiare l’unione dei quattro popoli che aderirono alla Repubblica, mentre ai lati erano poste le iniziali di “Repubblica Cispadana”. Il 9 luglio 1797 dall’aggregazione delle Repubbliche Transpadana e Cispadana nacque la Repubblica Cisalpina: “La Bandiera della Nazione Cisalpina è formata di tre Bande parallele all’Asta, la prossima all’asta, verde, la successiva bianca, la terza rossa”. Nella primavera del 1799 la vittoriosa avanzata delle armate austro-russe costrinse le truppe francesi a ritirarsi. Dopo la vittoria di Napoleone a Marengo e la ricostituzione della Repubblica Cisalpina, la pace di Lunéville tra Francia e Germania venne celebrata anche a Reggio con una grande festa patriottica, alla quale fece da fondale scenografico una monumentale struttura architettonica eretta in Piazza Grande.
Nella Repubblica Italiana, istituita il 26 gennaio 1802, e nel successivo Regno d’Italia, alcune delle più importanti cariche politiche vennero ricoperte da reggiani, tra i quali si segnalarono in particolare Giovanni Paradisi, Senatore e Presidente del Senato; Antonio Veneri, Ministro del Tesoro e Presidente del Senato; lo scienziato Giambattista Venturi, Agente Diplomatico presso la Confederazione Elvetica e il generale Carlo Zucchi che, dopo aver preso parte a tutte le guerre napoleoniche, ottenne l’incarico di Ispettore generale di tutta la fanteria del Regno.

### Italia Tricolore: sala risorgimentale

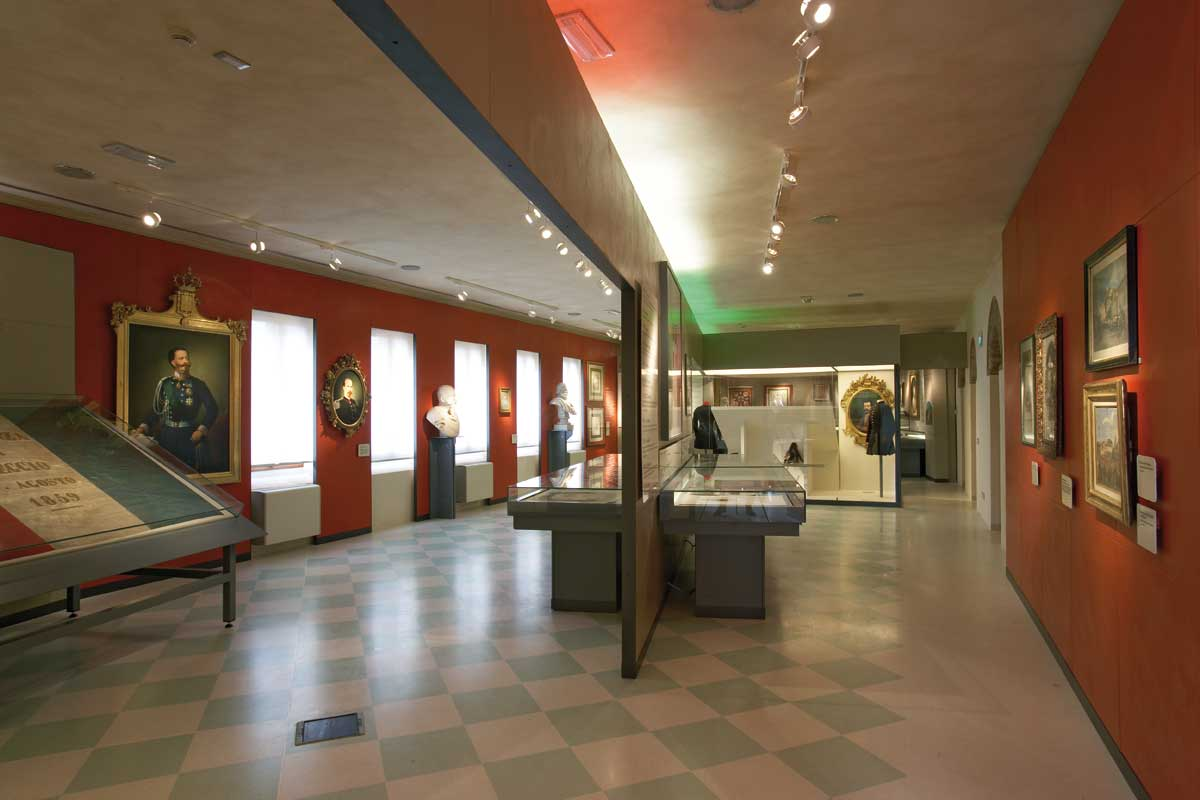
Sala risorgimentale

Nella sala “Italia Tricolore” sono esposti materiali che vanno dalla Restaurazione al completamento dell’unità nazionale, fino al 1897, l’anno delle celebrazioni del primo Centenario del Tricolore che culminarono col celebre discorso di Giosuè Carducci.
Con la Restaurazione i colori nazionali vennero messi al bando, per ricomparire dopo la sollevazione del 1831 nei Ducati e nello Stato Pontificio. La repressione di quei moti indusse Giuseppe Mazzini a constatare il fallimento dei metodi cospirativi tipici delle società carbonare, e a fondare il movimento politico Giovine Italia, per il quale decise di adottare il tricolore.
Nella prima metà degli anni ‘40 si aprì una nuova fase politica. Il nuovo papa Pio IX venne acclamato, assieme al re Carlo Alberto di Savoia, come liberatore dell’Italia e il suo volto comparve sempre più spesso associato al tricolore, in bandiere e in fazzoletti patriottici.

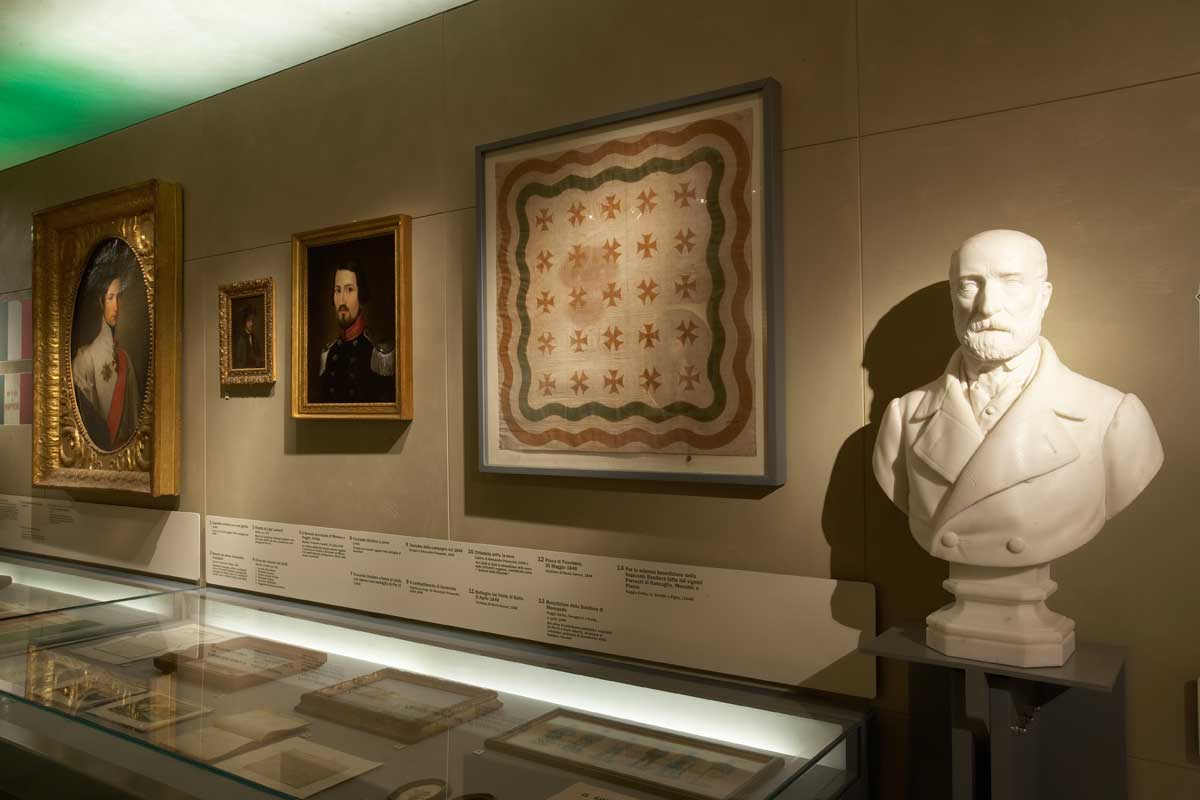
Sala risorgimentale: si distinguonoː il ritratto di Francesco V d'Este, un fazzoletto tricolore con croci greche, il busto di Giovanni Grilenzoni.

 Nella stagione rivoluzionaria del biennio 1848-1849 le bandiere, le coccarde, le sciarpe, i fazzoletti tricolori, simboli della liberazione dall’oppressione straniera, tornarono a essere indossati molte parti d’Italia. Le bandiere tricolori ripresero a sventolare in molte città d’Italia nel 1859 e nel 1860 accompagnarono la spedizione garibaldina dei Mille.
Il tricolore con l’aggiunta di una corona sopra lo stemma sabaudo, divenuto bandiera dell’esercito Sardo per decreto regio nel 1860, fu poi confermato anche dopo la proclamazione del Regno d’Italia il 17 marzo 1861 e partecipò ai successivi eventi fondamentali della storia italiana: la Terza guerra d'indipendenza (1866), e la presa di Porta Pia (1870), con il conseguente trasferimento della capitale da Firenze a Roma. La bandiera rimase in vigore con queste caratteristiche sino al referendum del 1946 che sancì la nascita dello stato repubblicano. Il 7 gennaio 1947 le manifestazioni del centocinquantesimo anniversario della bandiera si svolsero a Reggio Emilia alla presenza del Capo dello Stato Enrico De Nicola e il 7 gennaio 2011 le celebrazioni per il 150° dell’Unità d’Italia presero avvio proprio dalla “Città del Tricolore” alla presenza del capo dello stato Giorgio Napolitano.

## Opere

### La pace

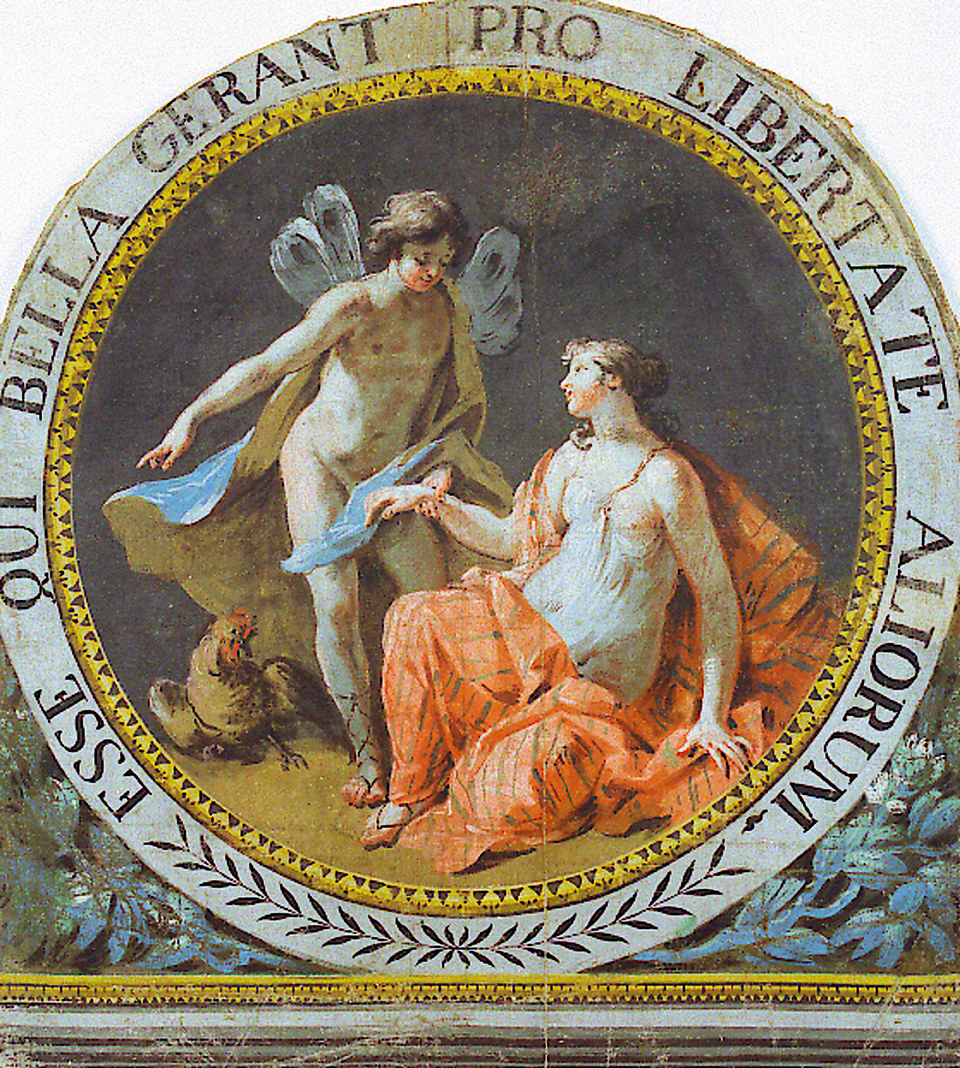
Pietro Sogliani, La pace tempera su tela

In questa opera di Pietro Sogliani un fanciullo alato porge la mano a una fanciulla vestita con i colori della bandiera francese. Una scritta contorna l'immagine: “Esse qui bella gerant pro libertate aliorum” (C'è chi combatte per la libertà degli altri). Questo e altri dipinti con allegorie e scritte celebrative decoravano una struttura temporanea allestita per la grande festa patriottica celebrata a Reggio Emilia il 17 maggio 1801, in occasione della Pace di Luneville siglata tra Francia e Austria: sconfitti dalla Francia e dai suoi alleati (tra cui la Repubblica Cisalpina), l’esercito austriaco e la seconda coalizione antifrancese accettano la pace, la Gran Bretagna rifiuta. Tra gli accordi conclusi, le due parti si impegnano a rispettare l’indipendenza della Repubblica Cisalpina.

### Ritratto di Eugenio Bianchini

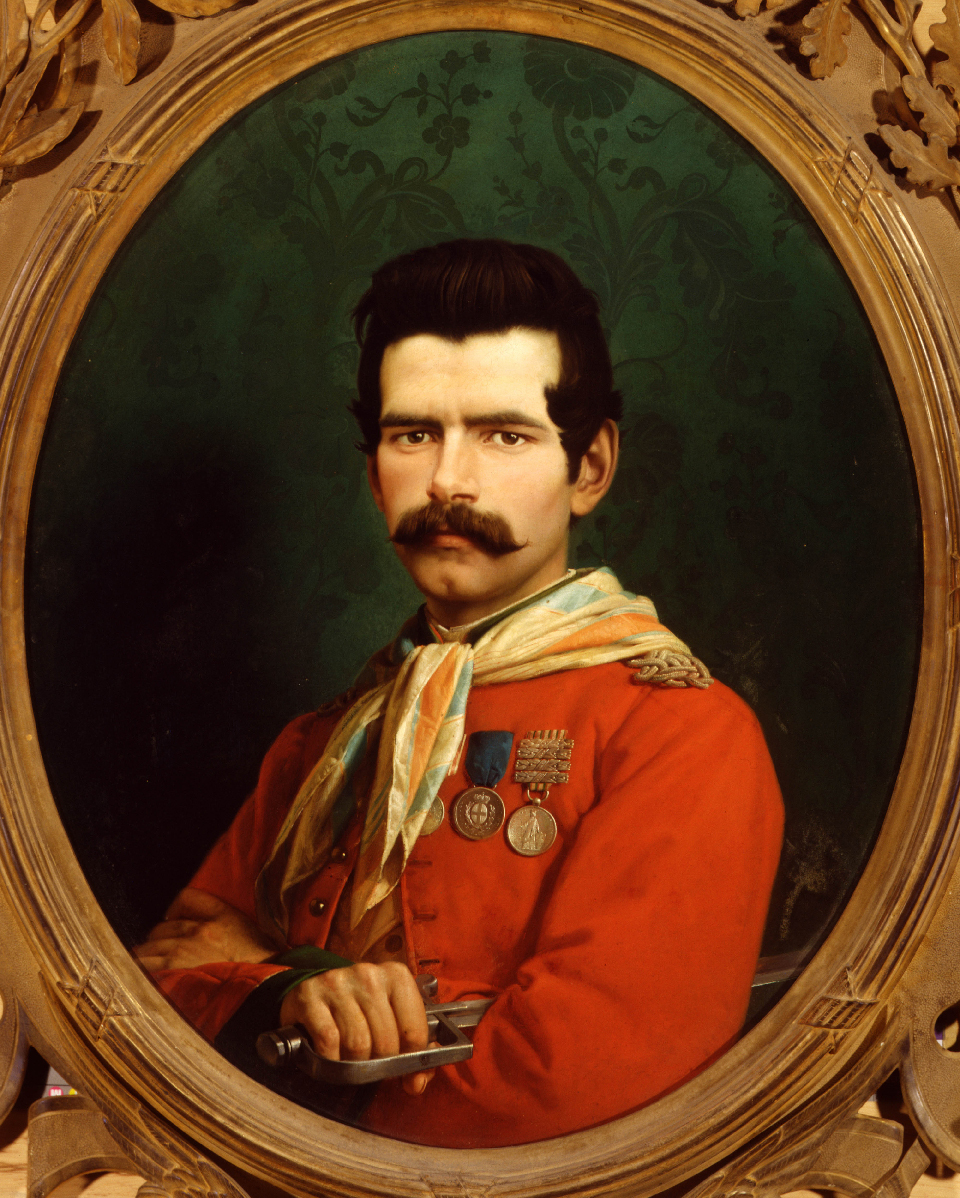
Gaetano Chierici, Eugenio Bianchini, 1868, olio su tela

Nel 1860 il giovane repubblicano Eugenio Bianchini cerca invano di raggiungere Genova per imbarcarsi coi Mille, e riesce poi a unirsi a Garibaldi in Sicilia per partecipare allo sbarco a Reggio Calabria, conquistando i gradi di ufficiale nella battaglia di Maddaloni. Dopo le campagne del 1860, è uno dei promotori del battaglione dei “Cacciatori del Crostolo”. Muore prigioniero a Roma nel 1867 per le ferite riportate nella battaglia di Mentana, nel Lazio, combattuta tra le truppe pontificie con gli alleati francesi, e una legione di Garibaldi, dopo un fallito tentativo di prendere Roma per trasferirvi la capitale del Regno d’Italia. Gaetano Chierici lo ritrae postumo nel 1868.

### Quanto generoso amore
In questa opera, di Angelo Davoli, (2013, Bandiera e olio su cartone) parte di un progetto per finanziare l’”Ospedale della donna e del bambino”, l'artista inserisce il logo da lui progettato per l’ospedale, e aggiunge “ho protetto la nostra bandiera in un contenitore di plexiglas come una placenta, sperando in una sua nuova rinascita.” La pittura di Davoli, sensibile al rapporto tra paesaggio e strutture dismesse, tra linguaggio pittorico e fotografico, aveva suscitato immediata attenzione al suo esordio nel 1993: l'artista aveva poi esposto in Italia e all’estero, cimentandosi anche con la scenografia teatrale in collaborazione con Aterballetto e Luciano Ligabue.

### Comunicazione di una donazione di cannoni da parte di Napoleone Bonaparte al Governo di Reggio

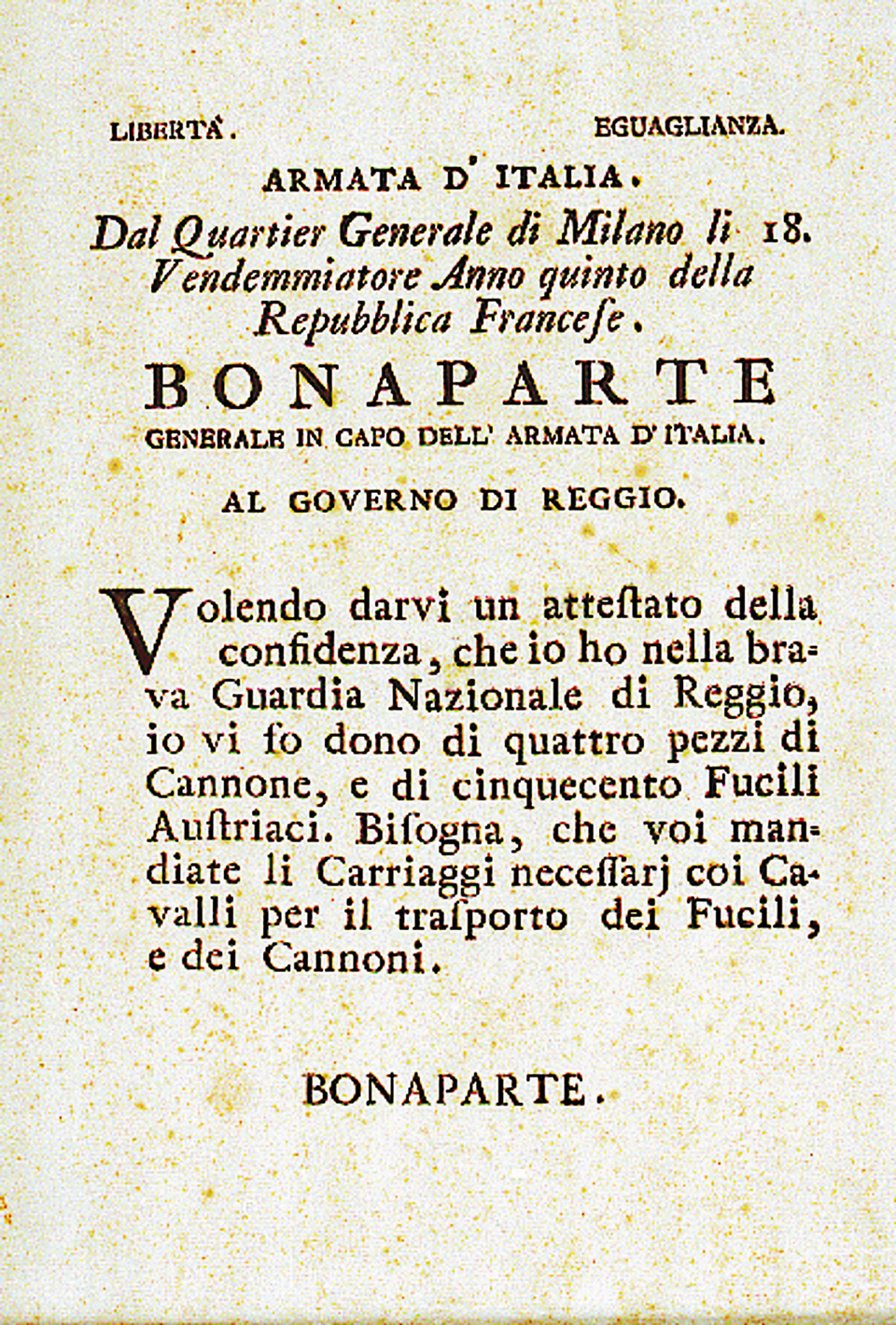
Bonaparte al Governo di Reggio, documento, 1796

“Bonaparte Generale in capo dell’Armata d’Italia. Al Governo di Reggio. Dal Quartier Generale di Milano, 18 Vendemmiatore, Anno Quinto della Repubblica Francese”, Il manifesto riporta una comunicazione di Napoleone che, a testimonianza della sua ammirazione per il valore dimostrato dai reggiani nella battaglia vittoriosa di Montechiarugolo, decide di donare alla città quattro cannoni e cinquecento fucili. La data è espressa secondo il calendario repubblicano francese, adottato dopo la rivoluzione francese, e in vigore fino al 1805, quindi il mese indicato (vendemmiatore) corrisponde al periodo 21 settembre - 22 ottobre del calendario attualmente in uso.

### Abito da cerimonia dello scienziato e diplomatico Giambattista Venturi

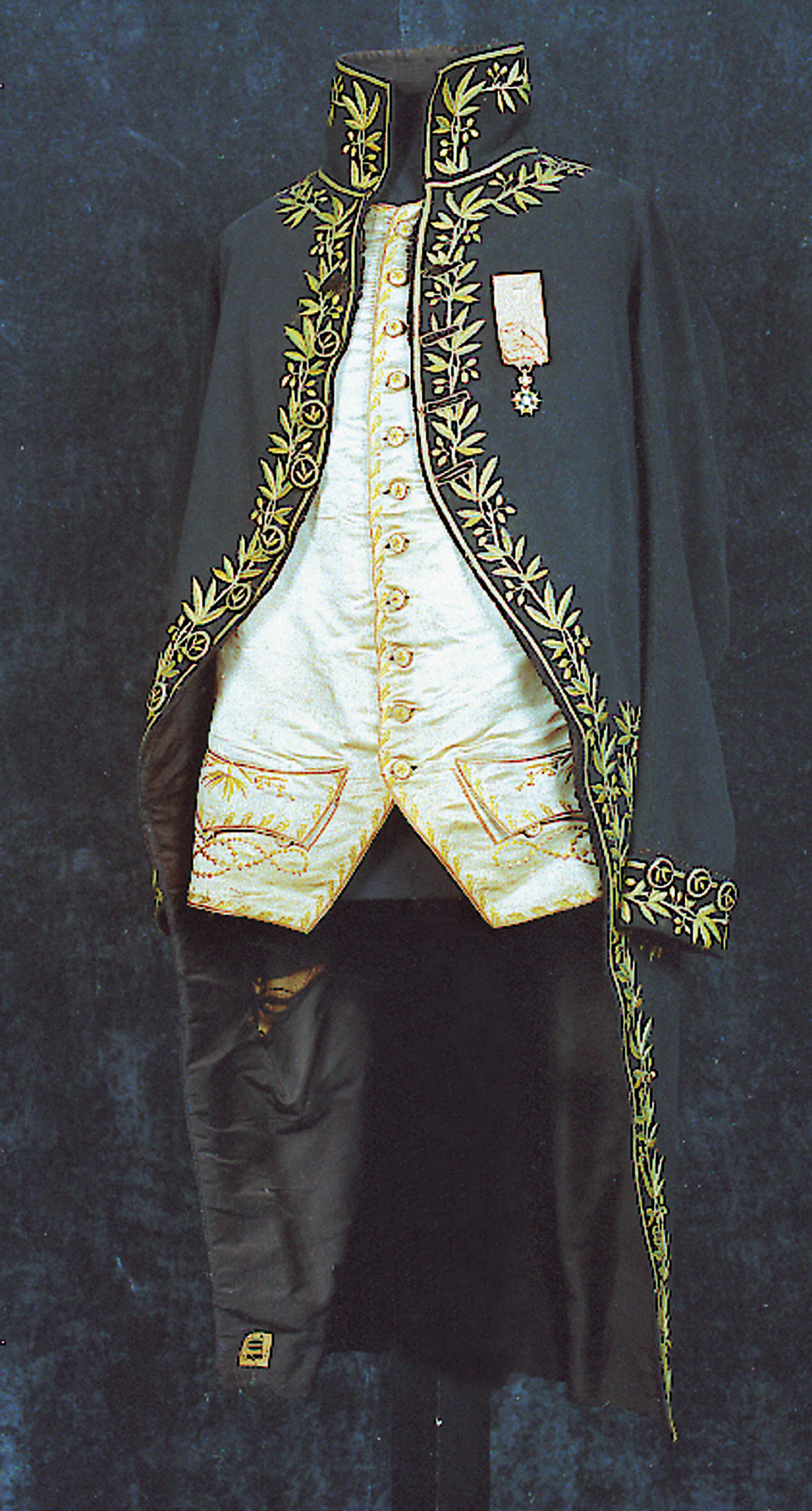
Abito da cerimonia di Giambattista Venturi

Nato a Bibbiano (RE) l’11 settembre 1746, il celebre scienziato, bibliofilo e studioso di storia locale e militare viene nominato nel 1801 Agente Diplomatico della Repubblica Italiana presso la Confederazione Elvetica, dove vive per circa 12 anni. Decorato della Legion d’Onore (1803) e della Croce dell’Ordine della Corona di Ferro (1806), muore a Reggio Emilia il 10 settembre 1822.